# Capella da Senhora dos Passos (Mexilhoeira Grande)
La Capella da Senhora dos Passos, també coneguda com Capella de Nosso Senhor dos Passos, és un edifici religiós de la vila de Mexilhoeira Grande, al municipi de Portimão, a l'Algarve, a Portugal.

## Descripció
La Capella da Senhora dos Passos es troba al carrer da Capelinha, a la vila de Mexilhoeira Grande, i és un petit edifici religiós privat.
Presenta una arquitectura típica barroca, de dimensions modestes, composta només per una nau, rematada per una volta. L'interior també és de composició simple; conté un retaule major, amb un nínxol de volta perfecta i dues pilastres acanalades. Al nord hi ha una petita sagristia, de forma quadrangular, que conté una imatge de Nosso Senhor dos Passos i una tela sobre la Fugida a Egipte, ambdós en mal estat de conservació. La façana principal inclou un arc de volta perfecta de descàrrega, decorada damunt amb motius florals. Al cim hi ha un òcul, i la façana es remata de forma irregular, amb un frontó circular al centre, amb una pedra blasonada. Davant la façana principal hi ha un petit atri. L'edifici conté alguns elements del període noucentista: el retaule neoclàssic i el timpà del portal principal.

## Història
Fou construïda com a part d'una de les quintes al voltant de la vila, que a poc a poc desaparegué, i n'és la capella l'únic vestigi. Es poden detectar treballs de restauració del segle xix a la façana principal, però l'extinció de la quinta i la consegüent divisió en diferents propietaris dugué a l'abandó de la capella. Posteriorment, servia de suport a les festes religioses de la parròquia.
La capella s'esmentà com un dels monuments de la Mexilhoeira Grande, durant el debat sobre l'ascensió d'aquella localitat a la categoria de vila, al 1997, i ja aleshores se'n descrivia el mal estat de conservació. A principis del segle XXI n'hi havia infiltracions a les voltes, principalment a la sagristia, i la densitat de vegetació a l'atri dificultava l'accés a l'edifici.